# Johnshaven
Johnshaven est un village situé dans l'Aberdeenshire, en Écosse.